# Millard Harmon
Millard F. Harmon fue un comandante en las Fuerzas Aéreas del Ejército de los Estados Unidos durante la Campaña del Pacífico en la Segunda Guerra Mundial. Durante la estratégicamente relevante Campaña de Guadalcanal, comandó la Fuerza Aérea estadounidense en el área del Pacífico Sur. Harmon falleció en un vuelo de entrenamiento militar de rutina desde Hawaii sobre las Islas Marshall a finales de 1945 y oficialmente declarado muerto en febrero de 1946.